# Zegar (generator)
Zegar – układ elektroniczny będący generatorem częstotliwości służącej taktowaniu układów w urządzeniach elektronicznych. Zwykle sygnał zegarowy przybiera postać fali prostokątnej przyjmującej wartości logiczne 0 oraz 1 w ustalonych odstępach czasu zwanych okresem, który jest odwrotnie proporcjonalny do częstotliwości taktowania.
W urządzeniach elektronicznych stosowane są głównie zegary kwarcowe.